# 127-мм/50 Тип 3
127-мм/50 Тип 3 — морское орудие среднего калибра Императорского флота, используемое во Второй мировой войне. Оно являлось стандартным оружием для японских эсминцев между 1928 и 1944 годами (кроме типов Акидзуки, Татибана и Мацу). Оно было создано как универсальное, но в качестве противовоздушного оказалось неудачным. После окончания Второй мировой войны орудие использовалось на двух японских эсминцах, переданных Советскому Союзу и Китайской Республике в качестве военных репараций.

## Описание

### Модели башен
Впервые эти орудия были использованы в спаренной башне Модель A на революционных эсминцах типа Фубуки . Это были первые полностью закрытые орудийные башни, установленные на эсминце. Орудия в башне были установлены в отдельных люльках и могли были подняты отдельно. Вся установка весила около 32 тонн. Орудия могли подниматься о скоростью от 6° до 12° в секунду.
Башня «Модель A» была оснащена бронещитом толщиной 9-12 мм. Орудия могли опускаться до −5 ° и подниматься до +40 °. Эти установки были смонтированы на первых десяти эсминцах типа Фубуки. На башне «Модель B» высота подъёма орудий увеличилась до 75°. Эти башни были установлены на остальных эсминцах типа Фубуки, а также на эсминцах типа Акацуки. Для того, чтобы сохранить прежний вес, толщина бронещита была уменьшена до 3,2 мм, однако защита позже была дополнительно усилена. Первые четыре эсминца типа Хацухару использовали «Модель B мод.2», хотя неизвестно, как она отличается от предыдущей модели. На оставшиеся эсминцы типа Хацухару, а также на эсминцы типа Сирацую, Асасио и Кагэро устанавливалась «модель C». В этой модели орудия могли подниматься до 55° и опускаться до −7 °. Скорострельность этой модели составляла 8-10 выстрелов в минуту (при больших углах наклона ствола загрузка была более сложной, что вело к увеличению времени цикла выстрела). Также, по некоторым данным, они были легче своих предшественников. «Модель D» устанавливалась на тип Югумо и Симакадзэ. Эта модель сохранила предел опускания в −7°, но высота подъёма вернулась к 75°.
Одиночная установка «модель А» могла опускаться до −7 ° и подниматься до + 75 °,но на модели B максимальное возвышение было уменьшено до 55°. Обе установки весили около 18,5 тонн. «Модель A» устанавливалась на эсминцы типа Хацухару, а «модель B» — на тип Сирацую.

## Боеприпасы
Обычными снарядами были фугасные, осветительные и шрапнельные (зенитные) снаряды. Все эти снаряды весили 23 кг и использовали 7,7 кг взрывчатого вещества. После 1943 года были разработаны противолодочные снаряды. Они имели радиус поражения от 800 до 4300 метров. Также в разработке находился новый, более тяжёлый, но более обтекаемый фугасный снаряд, позволявший вести огонь на дальность 23 км, но его не успели закончить до конца войны.